# Indigène d'Eurasie
Indigène d'Eurasie (bra: O Nativo da Eurásia; ltu: Eurazijos aborigenas; usa: Eastern Drift) é um filme policial franco-lituano-russo de 2010 dirigido por Šarūnas Bartas, estrelado por Bartas e Klavdiya Korshunova. Seu título em lituano é Eurazijos aborigenas e seu título em francês é Indigène d'Eurasie, que significa "nativo da Eurásia". Conta a história de um traficante de drogas que quer sair, mas é traído e tenta fugir, junto com sua ex-namorada prostituta, de Moscou para a França, passando pela Bielorrússia e pela Lituânia. O filme estreou na seção Fórum do 60º Festival Internacional de Cinema de Berlim.

## Elenco
- Šarūnas Bartas como Gena
- Klavdiya Korshunova como Sasha
- Erwan Ribard como Philippe
- Elisa Sednaoui como Gabrielle
- Aurélien Vernhes-Lermusiaux como Aurélien

## Recepção
Neil Young escreveu no The Hollywood Reporter: "O fato de Bartas - sem pintura a óleo - ter co-criado um cenário onde ele é cobiçado por duas lindas garotas pode parecer narcisista para muitos. O mesmo acontece com sua decisão de se dar vários close-ups e mostrar seu físico magro em uma cena de nudez que permite a contemplação de suas nádegas em forma... Tomado como um todo, no entanto, há algo silenciosamente persuasivo e cumulativamente envolvente em Eastern Drift, principalmente na maneira como retrata uma Europa que parece ter se tornado progressivamente "russificada" desde o início dos anos 1990. Bartas encontra cantos cinzentos e sombrios em todas as cidades que passa, muitas vezes com termos ironicamente inapropriados como 'Eldorado' e 'Shangri-La' soletrados em neon cirílico nas fachadas dos prédios." Leslie Felperin, da Variety, escreveu: "Eastern Drift, uma co-produção franco-lituano-russa. Um thriller bem filmado, mas bagunçado. O diretor-escritor-cinegrafista-ator lituano Sharunas Bartas demonstra, mais ainda depois de Seven Invisible Men, que ele deveria se ater ao funcionamento da câmera... Edição terrível, a incapacidade de Bartas de filmar ação, agir ele mesmo ou dirigir os atores, tudo isso cria um entretenimento tedioso."